# Auffanglager Fylakio

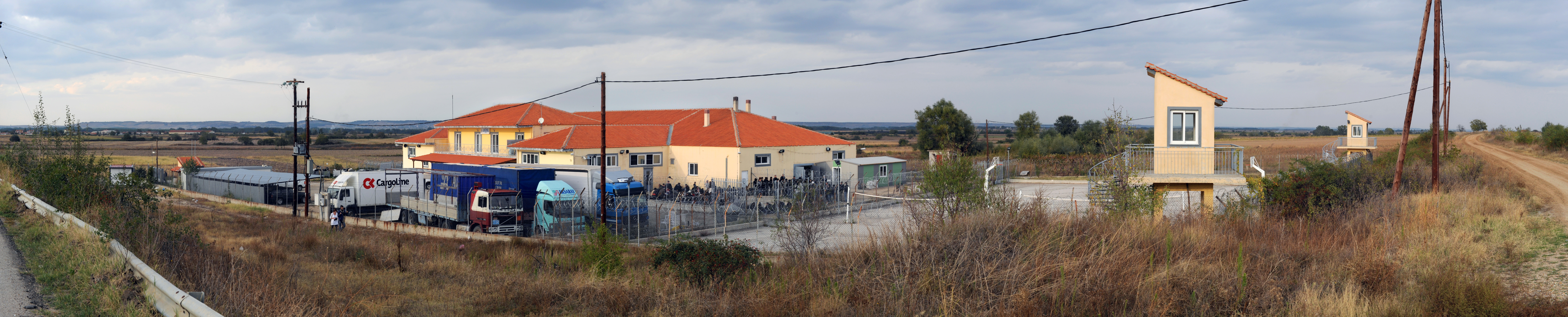
Flüchtlingslager in Fylakio (2010)

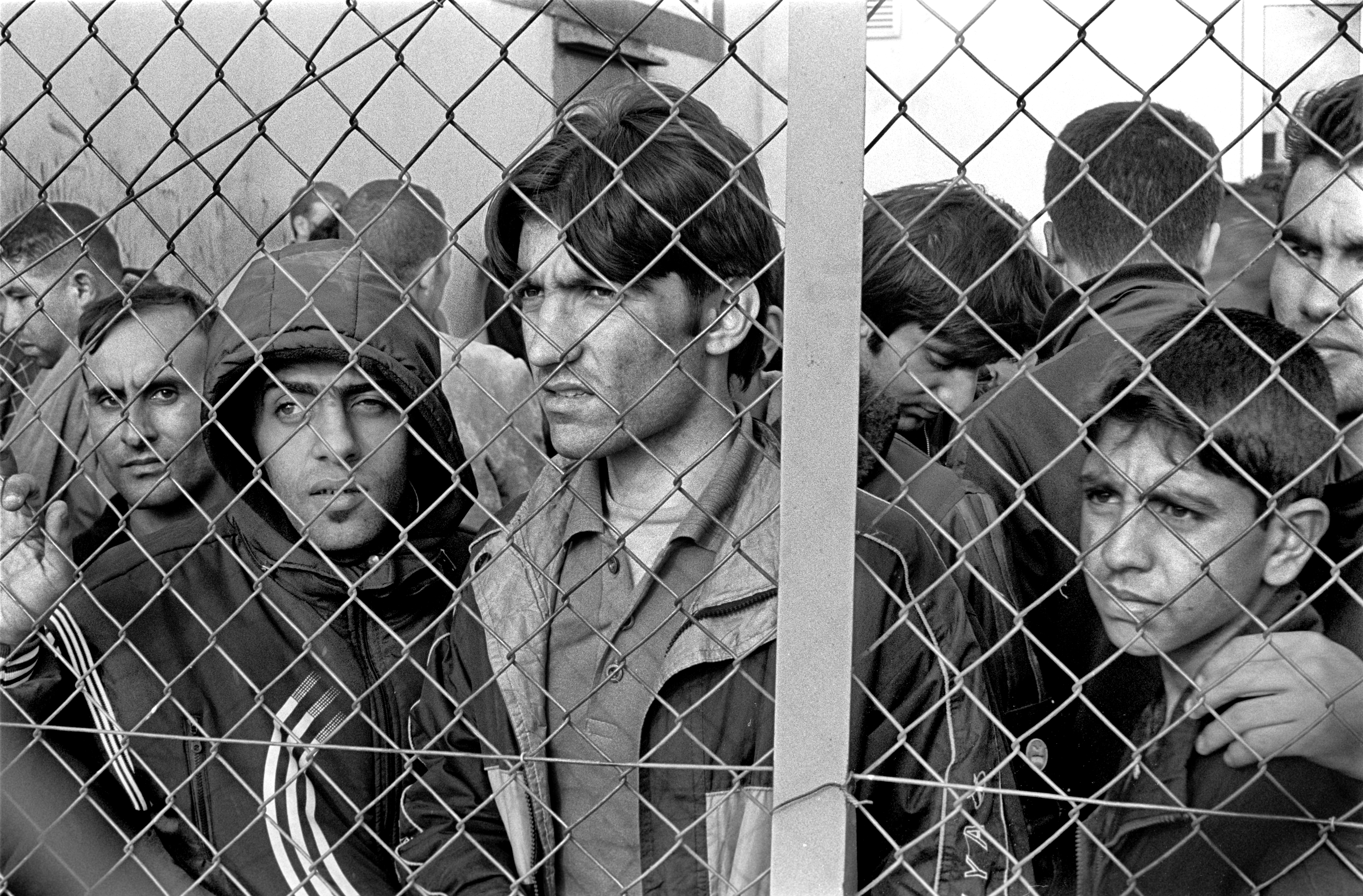
Flüchtlinge in Fylakio (2010)

Das Auffanglager Fylakio befindet sich etwa 1,5 km südöstlich von Fylakio im Regionalbezirk Evros im Nordosten Griechenlands nahe der Grenze zwischen Griechenland und der Türkei. Es liegt an der Straße nach Valtos. Es besteht seit 2007.
Es dient als Auffanglager für nach Griechenland einwandernde Migranten, die illegal die türkisch-griechische Grenze überquert haben. Für die Europäische Agentur für die operative Zusammenarbeit an den Außengrenzen der Mitgliedstaaten der Europäischen Union (Frontex) dient das Lager vor allem zur Feststellung der Nationalität der Immigranten. 
Laut Human Rights Watch (HRW) war das Lager 2010 überfüllt und es herrschten sehr schlechte hygienische Bedingungen. Auch sollen Kinder und Jugendliche keine gesonderten Unterkünfte und keine soziale Betreuung bekommen haben. Anfang Dezember 2010, als HRW das Lager besuchte, sollen 450 Insassen, darunter 120 Minderjährige, dort gelebt haben.
Mitte September 2011 besuchten mehrere Bundestagsabgeordnete, darunter Stephan Mayer und Rüdiger Veit, das Flüchtlingslager in Fylakio und in Tychero. Die Abgeordneten bezeichneten die Umstände als „menschenunwürdig“ und „indiskutabel“. Nach ihren Angaben wurde der zuständige, griechische Minister Christos Papoutsis von ihnen mit den Missständen konfrontiert.